# Nanuk, člověk primitivní
Nanuk, člověk primitivní (Nanook of the North) je němý dokumentární film amerického režiséra Roberta J. Flahertyho z roku 1922. Film byl natočen v souladu s principy takzvané salvage anthropology (záchranné antropologie), tedy s cílem zdokumentovat a pro budoucnost zachovat kultury, kterým měl hrozit zánik. Flahertyho film měl zachycovat život Inuita Nanooka a jeho rodiny, jenž žily v arktické části Kanady. Nanook of the North je považovaný za první dlouhometrážní dokumentární film.

## Film
Film byl natočen u inuitské osady Inukjuak, která se nachází u Hudsonova zálivu v arktické části kanadské provincie Québec. Flaherty v Kanadě působil jako prospektor a průzkumník a pracoval i pro různé společnosti. Inuity tedy znal a později se rozhodl zachytit jejich způsob života. Flaherty natočil první záběry Inuitů už několik let před vznikem Nanooka, ale veškerý materiál shořel, když Flahertymu do filmových negativů upadla cigareta. Flaherty se proto vrátil zpět, aby vše natočil znovu. Druhé natáčení, které probíhalo od srpna 1920 do srpna 1921, financoval Flahertyho zaměstnavatel, francouzská společnost Révillon, která obchodovala s kožešinou a měla v Arktidě řadu obchodních stanic.
Nanuk, člověk primitivní byl přelomovým filmem v tom, že šlo o první dokumentární film podobného rozsahu. Flaherty věřil, že dokumentární film, zachycující reálně žijící lidi a jejich kultury, může být rovnocennou protiváhou fikci Hollywoodských studií. Film měl zachytit život exotické kultury ze vzdálené oblasti a být protikladem k napodobenině reálného života, pořízené ve studiu a s rekvizitami.
Film zachycoval metody lovu, rybolovu, stavění iglú a dalších zvyků, které Flaherty považoval za tradiční. Toto, v kombinaci s příběhem Nanooka, který spolu se svou rodinou bojoval proti nepřízni přírody, přineslo Flahertyho dokumentu velký úspěch doma i v zahraničí.

## Kritika
Flaherty byl kritizován především pro klamné vydávání inscenovaných událostí za realitu. Většina scén v Nanookovi byla zinscenována a podává obraz života Inuitů na počátku 20. století, který v mnoha ohledech neodpovídá realitě. Například Nanook bylo fiktivní jméno a hlavní hrdina se ve skutečnosti jmenoval Allakariallak. Nanookova manželka s ním ve skutečnosti nebyla v příbuzenském poměru. Přestože Allakariallak při lovu běžně používal pušku, Flaherty ho přesvědčil, aby před kamerou zkusil lovit způsobem, jaký používali jeho předci. Ve filmu je také scéna při které je Nanookovi předveden gramofon a on dává najevo svůj úžas z neznámého vynálezu, který ale obyvatelé osady již znali a scéna tedy byla zcela fiktivní.
Podobným způsobem Flaherty nedovolil, aby se v dokumentu objevily kovové nástroje, které už v té době Inuité běžně používali. Flaherty se ve svém filmu pokusil uměle vytvořit to, co považoval za původní kulturu Inuitů z doby před navázáním jejich prvních kontaktů s Evropany. Kritizován byl také maskovaný střih Nanuka, jež spojoval v různé době natočené sekvence jakoby jednota času byla zachována.
Závěr filmu vyvolává dojem, že Nanook a jeho rodina jsou v ohrožení života, pokud rychle nenajdou nějaký úkryt, což je nepravděpodobné, protože ve skutečnosti bylo v okolí místa natáčení francouzsko-kanadské i inuitské osídlení (je ale pravda, že představitel Nanooka zemřel hlady dva roky po skončení natáčení).
Flaherty se kritice bránil poukazem na to, že filmař někdy musí pokřivit realitu, aby lépe vystihl jejího pravého ducha. Jiní filmaři později poukázali na to, že technika, kterou Flaherty mohl použít byla ve své době vždy velká a těžkopádná, což znemožňovalo natáčení v interiérech, nebo zachycení reálných událostí bez zásahu do prostředí a předmětu samotné události. Inuité například museli postavit speciální iglú, aby měla Flahertyho objemná kamera dost světla pro natáčení.

## Další práce na Nanooka odkazující
- Etnografický film Nanook revisited Clauda Massota z roku 2004 jde po stopách Flahertyho filmu a snaží se znovu zachytit současný život Inuitů v osadě Inukjuak, stejně jako pozadí vzniku originálního Nanooka.
- Hraný film Kabloonak (režisér Claude Massot) z roku 1990[4] je přímo o natáčení Nanooka. Flahertyho hraje anglický herec Charles Dance a Nanooka představuje Adamie Quasiak Inukpuk, který je příbuzným Allakariallaka.
- O natáčení Nanooka a lidech, kteří v něm hráli pojednává kniha Melanie McGarth, The Long Exile: A True Story of Deception and Survival Amongst the Inuit of the Canadian Arctic.

## Kulturní reference
Slovo Nanuk se v tehdejším Československu stalo obchodní značkou výrobce zmrzliny. Později se slovo přejalo do češtiny ve významu zpravidla smetanové zmrzliny na dřevěné tyčce obalené v čokoládě.